# Rimbach (Rottal-Inn)
Rimbach è un comune tedesco di 877 abitanti, situato nel land della Baviera.